# آبی خاکستری
آبی-خاکستری یک رنگ خاکستری مایل به آبی متوسط است. این نام رنگ از اصطلاح رنگی لاتین lividus به معنای «رنگ سربی متمایل به آبی» گرفته شده‌است و همچنین برای توصیف رنگ گوشت مخدوش استفاده می‌شود که منجر به عبارت انگلیسی «سیاه و آبی» می‌شود.
نخستین استفاده ثبت‌شده از livid به عنوان یک نام رنگ در انگلیسی در سال ۱۶۲۲ بود.

## گوناگونی رنگ آبی خاکستری

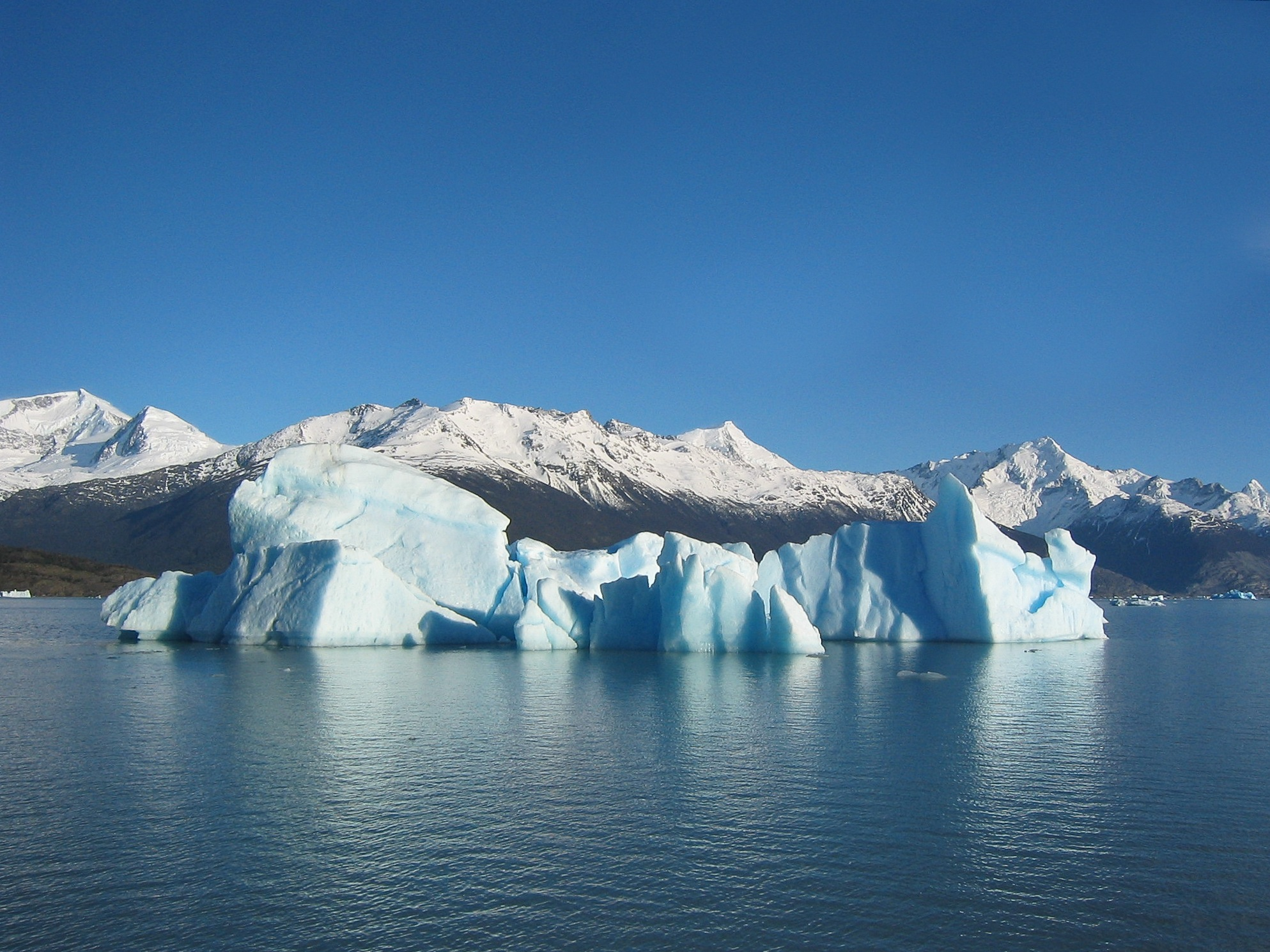
یک کوه یخی در آرژانتین

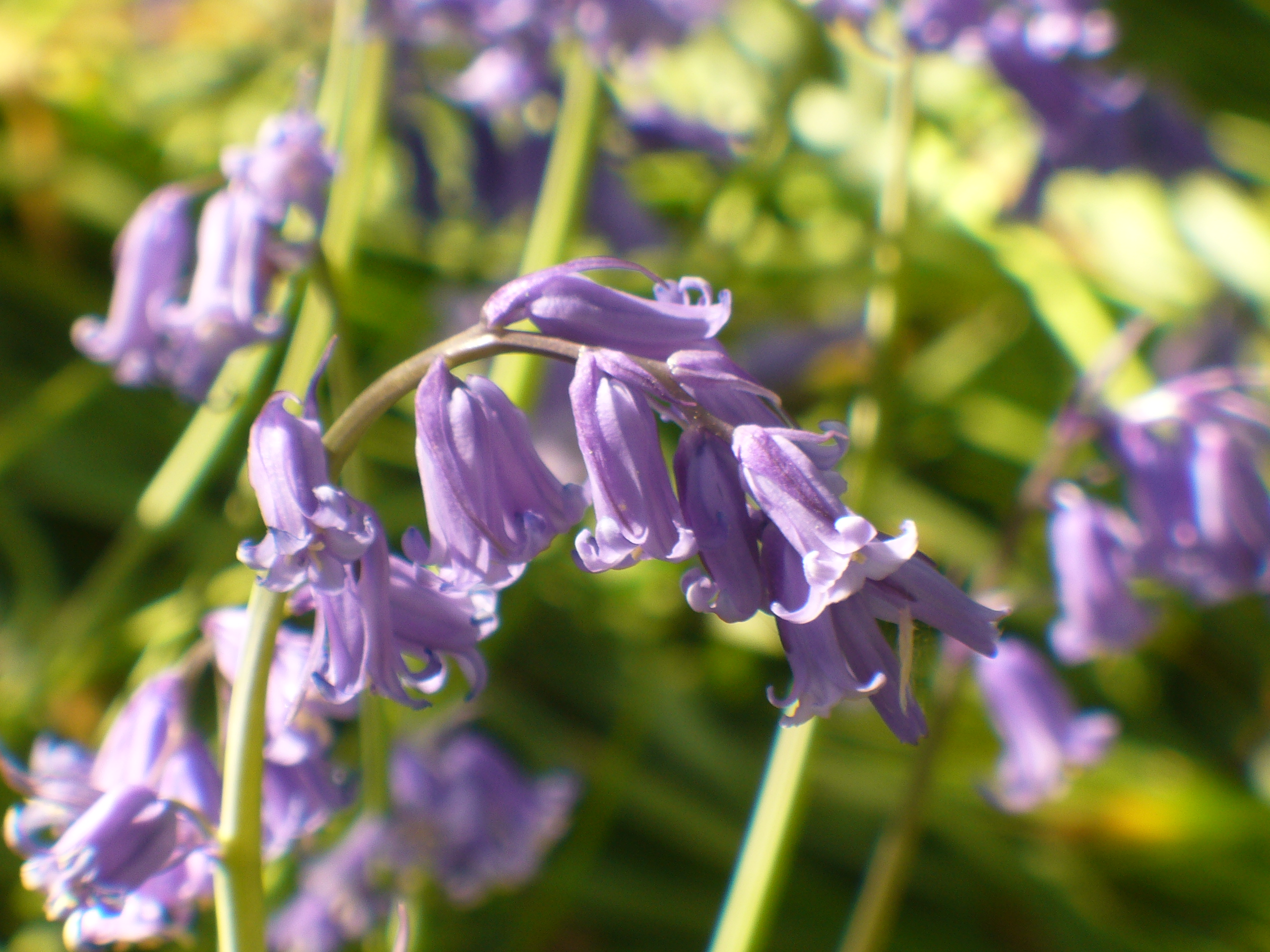
گل‌های گل‌استکانی

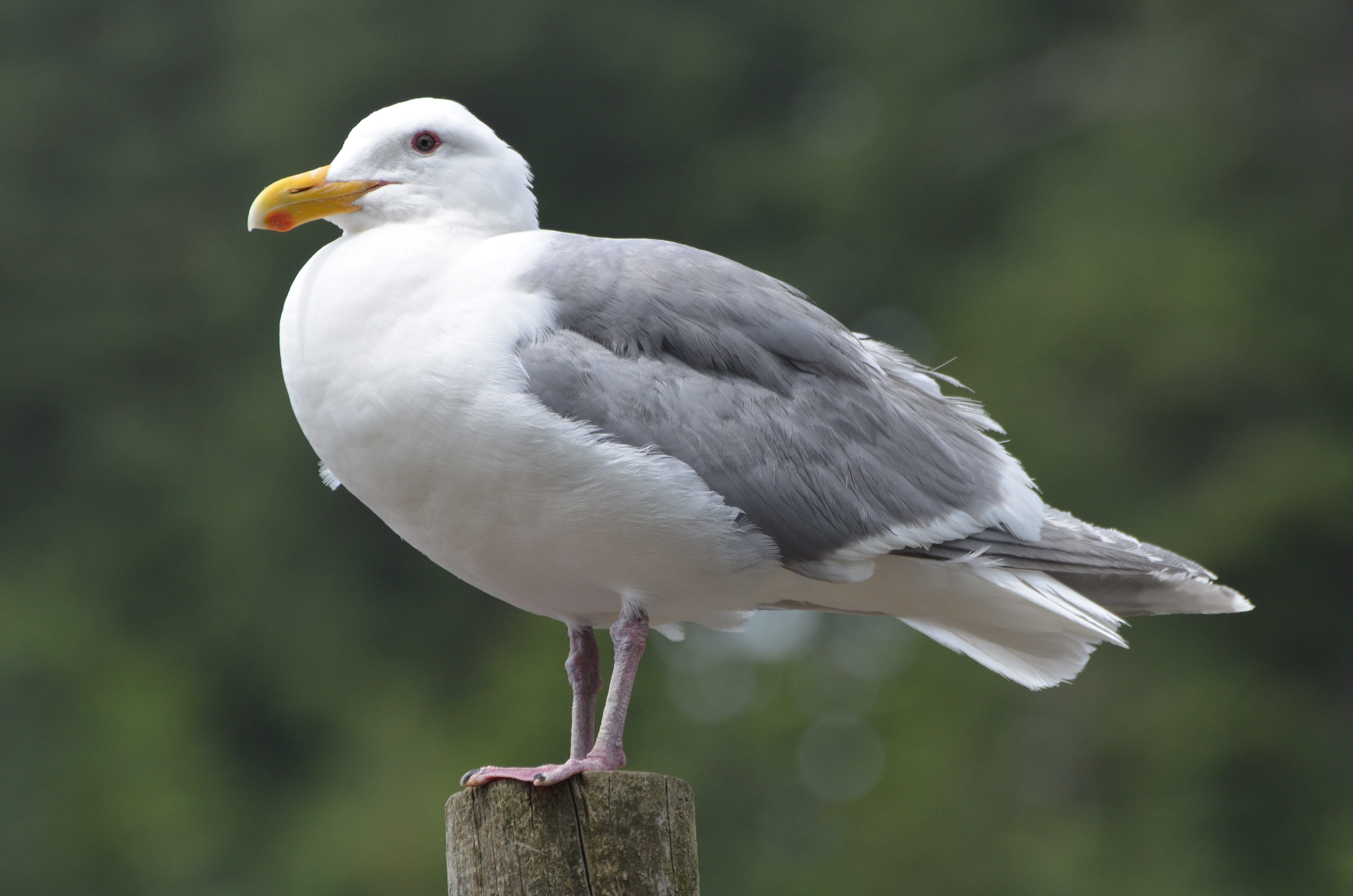
یک کاکایی کبود

- کوه یخ

- آبی توسی
- زنگوله آبی

- کبود

- آبی فولادی
- خاکستری کادت (Cadet)
- خاکستری سرد
- آبی نیروی هوایی
- آبی سایه
- آبی خاکستری تیره
- نقره‌ای رومی
- ریتم
- خاکستری پاینه